# Círculo de Lovecraft
El Círculo de Lovecraft era un movimiento literario de escritores principalmente de la llamada weird fiction y que por lo general publicaban en las revistas pulp, especialmente Weird Tales.
A diferencia de lo que su nombre parece indicar, Lovecraft no ejercía una influencia como líder, sino como aglutinador y nexo común entre estos autores, varios de los cuales ya tenían una carrera literaria previa y cuya entrada en el Círculo comprendía sólo una parte de su obra. Era su afán de contactar con personas afines a sus aficiones y de establecer interminables relaciones epistolares con ellos lo que acabó por crear la imagen de Lovecraft como "centro" de dicho Círculo para las generaciones venideras (y los intereses de Derleth y Arkham House, como editores de su obra tras su muerte, probablemente también tuvieran algo que ver a la hora de engrandecer su figura). Como su nombre indica, a él pertenecía Howard Phillip Lovecraft, y junto a él estaban, entre otros, Robert Bloch, August Derleth, Robert E. Howard, Henry Kuttner, Clark Ashton Smith, Donald Wandrei y Frank Belknap Long.

## Géneros
Si bien los miembros pertenecientes participaban de una amplia gama de géneros literarios, lo más usual era la literatura de terror, ciencia ficción y fantasía, particularmente la fantasía épica. De este movimiento derivan a su vez varios subgéneros literarios como el horror cósmico que consiste en narraciones de terror pero con contenido completamente racional y materialista, es decir, donde el monstruo es un extraterrestre, ser de otra dimensión, cadáver resucitado, etc., pero nunca un fantasma, demonio o espíritu en el sentido tradicional. 
También surge de este movimiento la espada y brujería, subgénero de la fantasía épica principalmente desarrollado por Robert E. Howard (creador de Conan el bárbaro) y Clark Ashton Smith (ciclos de Zothique e Hiperbórea), y que se diferencia de la fantasía heroica tradicional como la creada por J. R. R. Tolkien en que, por ejemplo, el héroe es más ambiguo moralmente, la sociedad es mucho más corrupta (hay prostitutas, ladrones, tiranos poderosos y crueles, los hechiceros suelen ser villanos que usan magia negra, etc.) y el sexo está mucho más presente con grandes dosis de erotismo. Esto se diferencia muchísimo de la literatura, por ejemplo, tolkieniana en donde una sociedad humana utópica y pulcra liderada por reyes y magos heroicos y de gran bondad, se enfrenta a fuerzas de maldad pura en un claro enfrentamiento del bien y del mal sin ambigüedades.

## Relación entre los miembros

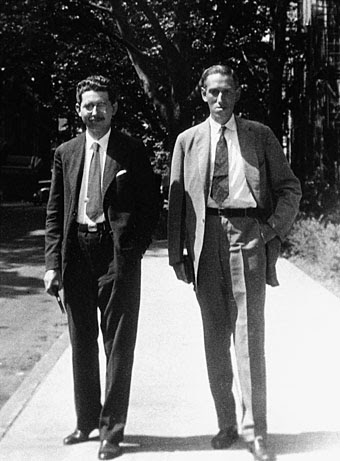
H. P. Lovecraft y Frank Belknap Long en Brooklyn en 1931.

Por lo general la vinculación de los integrantes del movimiento era de manera epistolar. Era común que entre ellos se intercambiaran cartas y se compartieran ideas y opiniones recíprocas sobre sus trabajos, así como el uso de tramas y personajes que se prestaban libremente. Así, por ejemplo, Lovecraft menciona a Bran Mak Morn, un personaje picto de Robert E. Howard (con quien tenía una cercana amistad) en The Whisperer in Darkness. 
Este intercambio de ideas moldeó los denominados Mitos de Cthulhu. 
Por ejemplo, Clark A. Smith aportó a los Mitos de Cthulhu a los temibles Ubbo-Sathla, al dios Tsathoggua, a la araña apocalíptica, a Atlach-Nacha y el Libro de Eibon, escrito por un brujo prehumano de Hiperbórea (donde se suscitaban sus aventuras épicas) mismo que aparece en el canon general de textos que acompañan al Necronomicón de Lovecraft. 
Robert E. Howard aportó a la biblioteca lovecraftiana el libro Unaussprechlichen Kulten que aparece en su cuento de terror La piedra negra. Frank Belknap Long aportó a los perros de Tíndalos, temibles criaturas interdimensionales sedientas de sangre. Henry Kuttner aportó al dios Nyogtha o Aquel Que No Debería Existir, asociado a los cultos de brujería en Salem. 
El más joven del grupo, siendo adolescente cuando se incorporó, y uno de los protegidos de Lovecraft, era Robert Bloch, autor de El vampiro estelar, dedicado a su mentor y donde éste aparece como el ocultista de Providence. Lovecraft devolvió el favor incorporando a Bloch en su relato El morador de las tinieblas donde el muchacho aparece como "Robert Blake". Bloch también aportó el libro De Vermis Mysteriis a la biblioteca maldita. 
August Derleth, quien sería heredero de Lovecraft, aportó los libros Cultes des Goules y los Fragmentos de Celaeno a la lista de libros prohibidos de los Mitos, así como dos dioses: Ithaqua (el Wendigo) y Cthugha (el fuego primordial).
Finalmente, los diferentes autores comenzaron a desarrollar carreras propias e independientes. Robert E. Howard se hizo famoso por la Espada y brujería, especialmente su personaje Conan el bárbaro, aunque creó otros memorables y que han sido adaptados al cine como Red Sonja, Kull y Solomon Kane, también escribió relatos de ciencia ficción, western, detectives y ficción histórica. Además, Howard murió por suicidio antes que su cercano amigo Lovecraft. Kuttner y Long se decantaron por la ciencia ficción a la que se dedicaron asiduamente al final de sus carreras. Smith que, junto con Lovecraft y Howard fue uno de los tres grandes de Weird Tales, también se embarcó en otros proyectos. Solo Derleth (continuador de la obra de Lovecraft) y Robert Bloch prosiguieron un poco más con los mitos a partir de la muerte de Lovecraft, sin embargo Bloch se hizo famoso por su relato Psicosis y por otros géneros literarios como la ciencia ficción y la novela policíaca además del terror.

## Apodos
Cada miembro del Círculo de Lovecraft tenía un exótico apodo generalmente asociado a su personalidad:
- Frank Belknap Long era Belknapius (helenización de su apellido)
- Donald Wandrei era Melmoth (personaje mítico irlandés).
- August Derleth era el Conde d'Erlette (galización de su apellido)
- Clark Ashton Smith era Klarkash-Ton (anagrama pronunciado guturalmente de sus nombres).
- Robert Bloch era Bho-Blok (nuevamente anagrama gutural de Bob -diminutivo de Robert- y su apellido Bloch).
- Virgil Finlay era Monstro Ligriv (anagrama).
- Robert E. Howard era Bob Dos pistolas (alusión a su origen tejano y su gusto por lo western).
- Y el propio maestro, H. P. Lovecraft que tenía tres apodos; Ech-Pi-El (sus iniciales escritas fonéticamente en inglés), Abdul Alhazred (el autor del Necronomicón) y Luveh-Kerapf (anagrama gutural de Lovecraft).